# Ян Квапинский
Ян Квапинский (настоящие имя и фамилия — Пётр Эдмунд Халупка) (пол. Jan Kwapiński; 12 ноября 1885, Варшава, Царство Польское, Российская империя — 4 ноября 1964, близ Рексем, Уэльс) — польский политик, государственный деятель, революционер, боевик, член боевой организации Польской социалистической партии, политический каторжанин.

## Биография

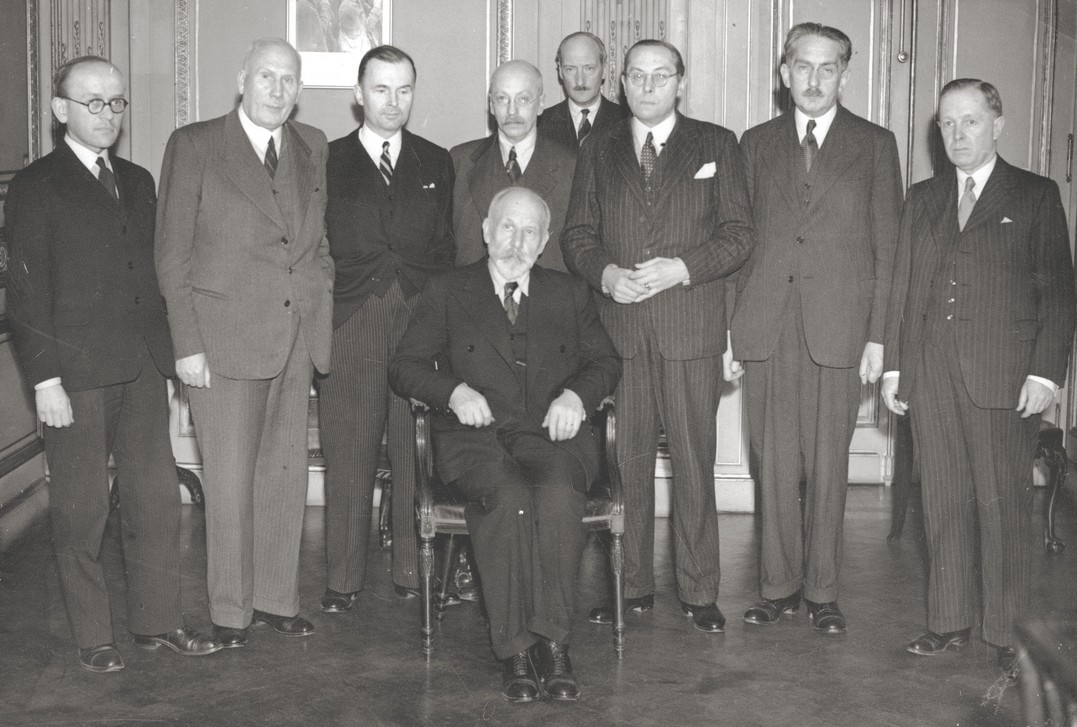
Правительство премьер-министра Томаша Арчишевского. Вице-премьер Ян Квапинский второй слева

Из рабочих. С 1901 года член Польской социалистической партии. В 1904 году был членом стачечного комитета на заводе, в 1905 году принимал участие в организации митингов и массовых мероприятий против царских властей. Под угрозой ареста за революционную деятельность во время существования «Островецкой республики» скрывался, затем, в конце 1905 года, бежал в Галицию. В Кракове окончил школу инструкторов боевой организации Польской социалистической партии. В 1906 году вернулся в Царство Польское. и был направлен в Лодзинский уезд. Руководил «шестерками»-боевиков. 15 августа 1906 года участвовал в событиях Кровавой среды и в операции по нападению на почтовый поезд, перевозивший деньги и ценные бумаги.
В 1906 году участвовал в создании в Лодзи Польской социалистической партии — революционная фракция. Организовал ряд экспроприаций и террористических актов на царских сановников. В ходе одной из них был схвачен и заключён в тюрьму. Скрыл свою личность и назвался вымышленным именем «Ян Квапинский». В ноябре 1907 года оказался в 10-м павильоне Варшавской цитадели. В декабре 1907 года Варшавский военный суд приговорил его к смертной казни через повешение. Благодаря заступничеству Л. Беренсона, смертную казнь заменили на 15 лет каторжных работ.
Находился в тюрьмах Российской империи до 1917 года. В результате амнистии вышел на свободу в марте 1917 года. Стал заместителем председателя, а затем и председателем Исполнительного комитета рабочих, солдатских и крестьянских делегатов в Орле. Одновременно организовал фракцию ППС.
С октября 1918 года в Польше. Участник Советско-польской войны 1920 г.. В 1919—1939 годах — соучредитель, затем, председатель Главного правления Профсоюза сельскохозяйственных рабочих Польши. В 1922—1939 годах был председателем Центральной комиссии профсоюзов.
С 1922 по 1930 год избирался депутатом Польского Сейма. С 3 марта 1939 года до начала Второй мировой войны был президентом города Лодзь. После начала войны в сентябре 1939 года покинул Лодзь. Во время эвакуации во время бомбардировки Замостья был ранен в руку. Затем через Залещики и Тернополь добрался до Золочева, где, исцеляя раны, скрывался со своей семьей семь месяцев. В ночь с 28 на 29 июня 1940 г. был арестован сотрудниками НКВД и отправлен в Якутию. После нападения Германии на СССР вместе с А. Паёнком посажен в тюрьму в Алдане. После заключения соглашении Сикорского-Майского летом 1941 года выпущен на свободу. С октября 1941 года работал в польском посольстве в Ташкенте, затем, в Самарканде.
Эвакуировался из СССР и в мае 1942 г. прибыл в Лондон, где возглавил Иностранный комитет Польской социалистической партии (PPS, ППС). В июне 1942 года вошёл в состав правительства В. Сикорского в качестве министра промышленности и торговли, с июля 1942 года занял пост министра промышленности, торговли и судоходства. В правительстве С. Миколайчика с июля 1943 года работал на том же посту. В 1943—1944 годах — заместитель премьер-министра Польши в изгнании.
С 24 по 29 ноября 1944 года по просьбе президента занимался формированием нового правительства. В ноябре 1944 года в правительстве Т. Арцишевского занял кресло министра промышленности, торговли и судоходства, позже стал министром финансов (до 2 июля 1947).
Активист ППС в изгнании. С 1948 по 1965 год — член ЦК ППС. С 1952 г. — заместитель председателя, с 1955 по 1961 г. —председатель ЦК Польской социалистической партии.
Похоронен в Лондоне на Стритхэмском кладбище.
Автор книг воспоминаний
- Organizacja bojowa katorga-rewolucja Rosyjska, 1943 r [3].
- Moje wspomnienia 1904-39 (1965).

## Награды
- Крест Храбрых (1921)
- Крест Независимости с мечами (1938)